# 古今亭菊寿
古今亭 菊寿（ここんてい きくじゅ、1954年4月8日 - ）は、落語家。落語協会所属の真打。紋∶鬼蔦。出囃子∶「おんこと」。

## 経歴
1954年、東京都三鷹市上連雀に生まれる。日本大学文理学部教育学科卒業。大学時代は、落語研究会（日本大学文理学部落語研究会）に属した。
1976年4月、二代目古今亭圓菊に入門。翌年1月に、前座となる。名前は「菊八」。
1981年2月、入船亭扇海と共に二ツ目昇進し「菊枝」と改名。
1993年9月に入船亭扇海、柳家喜多八、三遊亭若圓歌、四代目柳亭市馬、三代目入船亭扇蔵、柳家さん生、柳家はん治、全亭武生、古今亭志ん上と共に真打に昇進。「菊寿」に改名。

## 芸歴
- 1976年4月 - 二代目古今亭圓菊に入門。
- 1977年1月 - 前座となる、前座名「菊八」。
- 1981年2月 - 二ツ目昇進、「菊枝」と改名。
- 1993年9月 - 真打昇進、「菊寿」と改名。

## 演目
- 強情灸
- 初天神

## 逸話
落語界随一の酒豪で「菊寿さんにかなうものはいない」と言われている。泣き上戸。
二代目圓菊存命時に「小圓菊」という名前を欲しがったという。